# Amazonina livida
Amazonina livida är en kackerlacksart som beskrevs av Rocha e Silva 1955. Amazonina livida ingår i släktet Amazonina och familjen småkackerlackor. Inga underarter finns listade i Catalogue of Life.